# Balschwiller
Balschwiller là một xã thuộc tỉnh Haut-Rhin trong vùng Grand Est, đồng bắc Pháp. Xã này có diện tích 9,79 km², dân số năm 1999 là 583 người. Khu vực này có độ cao trung bình 280 mét trên mực nước biển.